# 존 소브리노

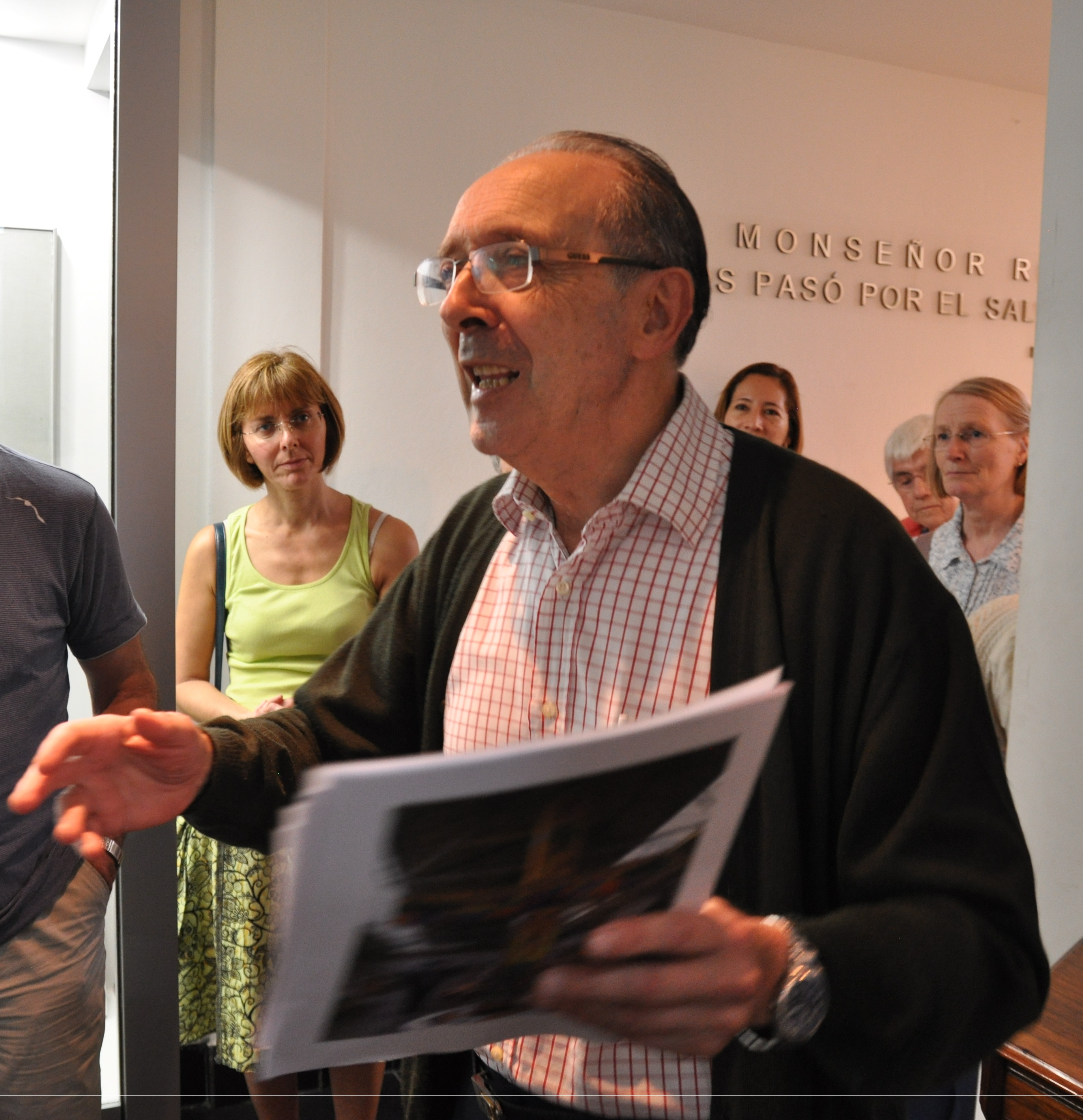

존 소브리노(Jon Sobrino SJ, 1938년 12월 27일 - )는 스페인의 예수회 가톨릭 사제이자 신학자로, 주로 라틴 아메리카 해방 신학에 기여한 것으로 유명하다. 그는 2007년 바티칸 교황청 신앙교리성에서 "오류가 있거나 위험하며 신자들에게 해를 끼칠 수 있는 교리"를 발표하면서 전 세계적인 주목을 받았다.

## 신학방법
가난한 이들의 경험을 중심으로 해방, 연대, 그리고 사회적 정의를 강조한다. 그는 예수 그리스도의 사역을 해방의 맥락에서 해석하며, 그리스도교 신앙이 억압받는 사람들의 현실 속에서 실천적 역할을 해야 한다고 주장한다. 그의 신학은 십자가와 부활의 의미를 재해석하여, 가난한 자들과의 연대를 통한 사회적 해방을 강조하는 한편, 교회의 역할도 해방을 위한 실천적 공동체로 보며, 신앙의 구체적인 적용을 통해 현대의 사회적 불의에 대항하는 신학을 제시한다.